# Liste der Nummer-eins-Hits in Finnland (1970)
Dies ist eine Liste der Nummer-eins-Hits in Finnland im Jahr 1970. Sie basiert auf den offiziellen Single Top und den Album Top, die im Auftrag von Musiikkituottajat, der finnischen Landesgruppe der IFPI, erstellt werden.

## Singles
| | Liste der Nummer-eins-Hits in Finnland | Liste der Nummer-eins-Hits in Finnland | Liste der Nummer-eins-Hits in Finnland | 1971 →                    |
| \| Zeitraum \| Wo. ges. \| Interpret \| Titel Autor(en) \| Zusätzliche Informationen \| \| (Zeitraum, Wochen auf Platz eins, Interpret, Titel, Autor[en], zusätzliche Informationen) \| \| \| \| \| \| ----------------------------------------------------------------------------------------- \| -------- \| ------------- \| --------------------------- \| ------------------------- \| \| Januar 1970 1 Monat \| 1 \| Fredi \| Ota ja omista \| – \| \| Februar 1970 – Juli 1970 6 Monate \| 6 \| Mari Laurila \| Peppi Pitkätossu \| – \| \| August 1970 – September 1970 2 Monate \| 2 \| Markus \| Vain kotka lentää aurinkoon \| – \| \| Oktober 1970 – Februar 1971 5 Monate \| 5 \| Irwin Goodman \| St. Pauli ja Reeperbahn \| – \| |                                        |                                        |                                        |                           |
| |                                        |                                        |                                        | → 1971 →                  |
| Zeitraum | Wo. ges.                               | Interpret                              | Titel Autor(en)                        | Zusätzliche Informationen |
| (Zeitraum, Wochen auf Platz eins, Interpret, Titel, Autor[en], zusätzliche Informationen) |                                        |                                        |                                        |                           |
| Januar 1970 1 Monat | 1                                      | Fredi                                  | Ota ja omista                          | –                         |
| Februar 1970 – Juli 1970 6 Monate | 6                                      | Mari Laurila                           | Peppi Pitkätossu                       | –                         |
| August 1970 – September 1970 2 Monate | 2                                      | Markus                                 | Vain kotka lentää aurinkoon            | –                         |
| Oktober 1970 – Februar 1971 5 Monate | 5                                      | Irwin Goodman                          | St. Pauli ja Reeperbahn                | –                         |

## Alben
| | Liste der Nummer-eins-Hits in Finnland | Liste der Nummer-eins-Hits in Finnland | Liste der Nummer-eins-Hits in Finnland | 1971 →                    |
| \| Zeitraum \| Wo. ges. \| Interpret \| Titel \| Zusätzliche Informationen \| \| (Zeitraum, Wochen auf Platz eins, Interpret, Titel, zusätzliche Informationen) \| \| \| \| \| \| ------------------------------------------------------------------------------ \| -------- \| ---------------------------- \| --------------------------- \| ------------------------- \| \| Dezember 1969 – Januar 1970 2 Monate \| 2 \| Tom Jones \| Tom Jones Live in Las Vegas \| – \| \| Februar 1970 1 Monat \| 1 \| Roger Whittaker \| Whistling Roger Whittaker \| – \| \| März 1970 – Mai 1970 3 Monate \| 3 \| Led Zeppelin \| Led Zeppelin II \| – \| \| Juni 1970 – Juli 1970 2 Monate \| 2 \| Simon & Garfunkel \| Bridge over Troubled Water \| – \| \| August 1970 – Januar 1971 6 Monate (insgesamt 9) \| 9 \| Creedence Clearwater Revival \| Cosmo’s Factory \| – \| |                                        |                                        |                                        |                           |
| |                                        |                                        |                                        | → 1971 →                  |
| Zeitraum | Wo. ges.                               | Interpret                              | Titel                                  | Zusätzliche Informationen |
| (Zeitraum, Wochen auf Platz eins, Interpret, Titel, zusätzliche Informationen) |                                        |                                        |                                        |                           |
| Dezember 1969 – Januar 1970 2 Monate | 2                                      | Tom Jones                              | Tom Jones Live in Las Vegas            | –                         |
| Februar 1970 1 Monat | 1                                      | Roger Whittaker                        | Whistling Roger Whittaker              | –                         |
| März 1970 – Mai 1970 3 Monate | 3                                      | Led Zeppelin                           | Led Zeppelin II                        | –                         |
| Juni 1970 – Juli 1970 2 Monate | 2                                      | Simon & Garfunkel                      | Bridge over Troubled Water             | –                         |
| August 1970 – Januar 1971 6 Monate (insgesamt 9) | 9                                      | Creedence Clearwater Revival           | Cosmo’s Factory                        | –                         |

Siehe auch: Nummer-eins-Hits 1970 in  Australien, Belgien, Deutschland, Frankreich, Irland, Italien, Japan, Kanada, Neuseeland, den Niederlanden, Norwegen, Österreich, der Schweiz, Spanien, den Vereinigten Staaten und im Vereinigten Königreich.